# 海琳妮·柯克加德
海琳妮·葛林·柯克加德（Helene Green Kirkegaard，1971年5月5日—），是一名出身自利勒勒羽球俱樂部的已退役丹麥女子羽球運動員。
海琳妮·柯克加德參加了1996年和2000年的夏季奧運會羽毛球比賽。在1995年IBF世界錦標賽上，她與延斯·埃里克森一起獲得混合雙打銀牌，並且與麗克·歐爾森一起獲得女子雙打銅牌。